# Dythemis nigrescens
Dythemis nigrescens là loài chuồn chuồn trong họ Libellulidae. Loài này được Calvert mô tả khoa học đầu tiên năm 1899.

## Hình ảnh

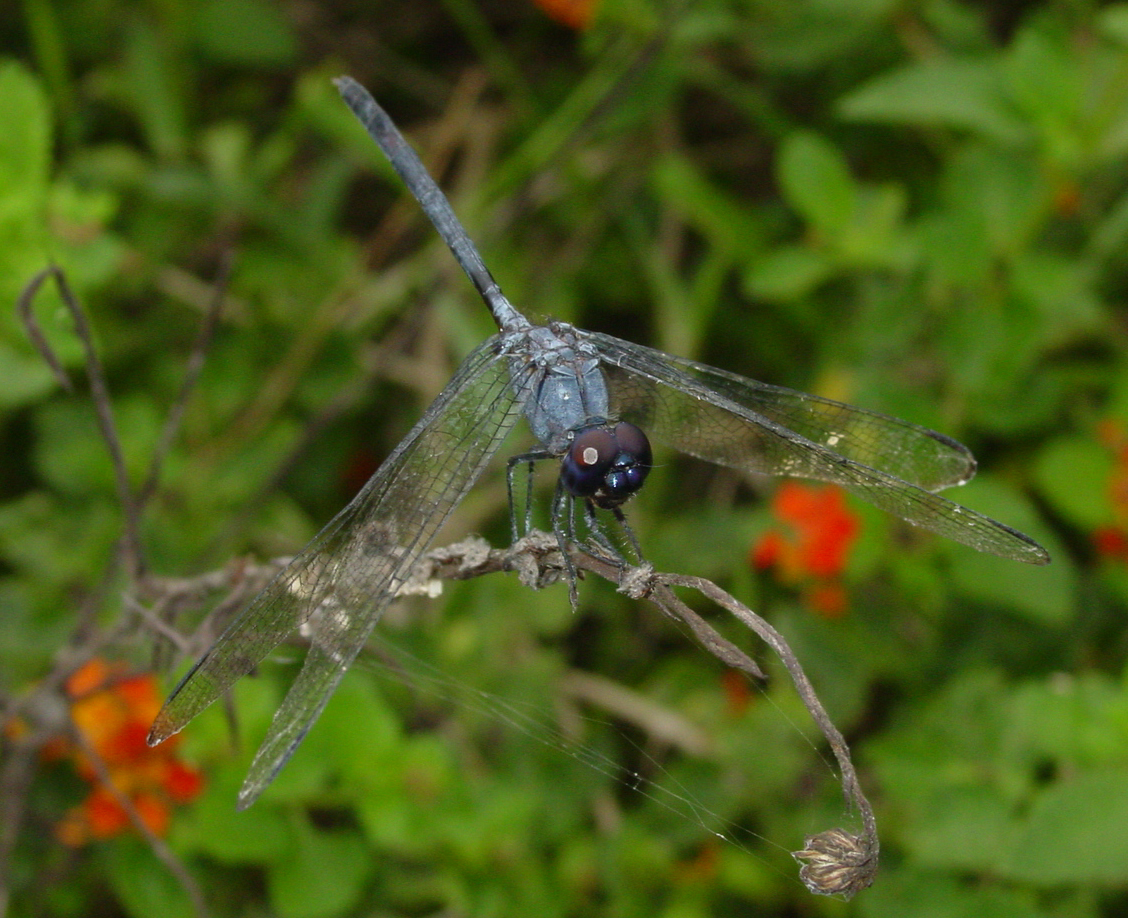